# Джон Аллен Ґейбл
Джон Аллен Ґейбл (1943– лютий 2005) — виконавчий директор Асоціації Теодора Рузвельта з 1974 р. до своєї смерті у 2005 р. Він широко вважався провідним світовим авторитетом щодо Теодора Рузвельта . 

## Біографія
Народившись у Массачусетсі в 1943 році, Ґейбл закінчив школу для хлопчиків у Леноксі в 1961 році та Кеньйон-коледж у 1965 році. Він отримав ступінь доктора філософії з історії в Університеті Брауна в 1972 році. Після цього він займав допоміжні посади на історичних факультетах CW Post/Лонг -Айлендського університету, Коледжу Браєркліфа, Університету Брауна та Університету Гофстри.
Публікації Ґейбла включають The Bull Moose Years: Theodore Roosevelt and the Progressive Party (Port Washington, NY: Kennikat Press, 1978). У 1975 році він заснував щоквартальний журнал асоціації Теодора Рузвельта. Ґейбл був консультантом та коментатором численних телевізійних постановок про Теодора Рузвельта. Він також служив у священництві Христової церкви (Ойстер-Бей), був колишнім опікуном Історичного товариства Ойстер-Бей, був членом ради в Меморіальному комітеті Теодора Рузвельта в Американському музеї природної історії та був членом Консультативної ради Навчального центру Рузвельта в Нідерландах.
Незадовго до смерті Ґейбл був нагороджений медаллю Асоціації Теодора Рузвельта за заслуги.

## Зовнішні посилання
- Список "Find-a-Grave" для Джона А. Ґейбла [Архівовано 25 жовтня 2012 у Wayback Machine.]
- Пілотний некролог підприємства Oyster Bay для Джона А. Ґейбла
- Асоціація Теодора Рузвельта [Архівовано 10 травня 2021 у Wayback Machine.]